# Ляскі (Груєцький повіт)
Ляскі (пол. Laski) — село в Польщі, у гміні Варка Груєцького повіту Мазовецького воєводства.
Населення — 151 особа (2011).
У 1975-1998 роках село належало до Радомського воєводства.

## Демографія
Демографічна структура станом на 31 березня 2011 року:
|          | Загалом | Допрацездатний вік | Працездатний вік | Постпрацездатний вік |
| -------- | ------- | ------------------ | ---------------- | -------------------- |
| Чоловіки | 79      | 21                 | 50               | 8                    |
| Жінки    | 72      | 10                 | 44               | 18                   |
| Разом    | 151     | 31                 | 94               | 26                   |